# Контрафобия
Контрафобия e стремеж за излагане на иначе причиняващи страх състояния, като целта е да се изпитат силни усещания или да се пребори първоначална фобия, например страхуващи се от високо могат в този случай да решат да скачат с парашут.
Контрафобията е обратното на отбягващото разстройство на личността и представлява по-рядко срещаното, макар да не е напълно необичайно, поведение на търсене на това, което носи страх, а не неговото избягване или отбягване.
Отреагирането може да се приема за отчасти произтичащо от контрафобна тип реакция.
Инцидентите при шофиране са понякога свързвани с контрафобно, манийно поведение на пътя.

## Лингвистика
Според Юлия Кръстева езикът е възможно да е бил използван в развитието на детето като контрафобиен обект, така предпазвайки го от безпокойство и загуба.

## Популярна култура
Често се приема, че гледането на филми на ужасите има контрафобиен първоизточник, тоест това е реакция по преодоляване на някакви страхове.